# Подснежник лагодехский
Подснежник лагодехский (лат. Galanthus lagodechianus) — вид травянистых растений рода Подснежник (Galanthus) семейства Амариллисовые (Amaryllidaceae), эндемик Кавказа.

## Ботаническое описание
Многолетнее травянистое луковичное растение, лесной ранневесенний эфемероид, 15—30 см высотой. Луковица яйцевидная, с темными или серыми обвёртками, 2,5—3 см длиной, (8) 15—20 мм в диаметре. Листья зелёные, блестящие, без сизого налета, линейные, снизу с килем, до 1,5 см шириной.
Цветки белые, поникающие, одиночные, до 23 мм длиной. Наружные листочки околоцветника на верхушке острые, лодочковидные, 20—25 мм длиной. Завязь нижняя. Плод — коробочка, раскрывающаяся по гнёздам.

## Охрана
Вид включён в Красные книги Армении, Южной Осетии, России и некоторых субъектов России: Республика Дагестан, Республика Ингушетия, Кабардино-Балкарская Республика, Республика Северная Осетия — Алания, Чеченская Республика.

## Синонимы
- Galanthus cabardensis Koss — Подснежник кабардинский
- Galanthus kemulariae Kuth.
- Galanthus ketzkhovelii Kem.-Nath. — Подснежник Кецховели